# Camí de la Vall (Castellcir)

El Camí de la Vall, respecte del terme de Castellcir

El Camí de la Vall és una pista forestal dels termes municipals de Castellcir i de Castellterçol, a la comarca del Moianès. Com la major part dels camins, el seu nom és de caràcter descriptiu: és el camí que des de Castellcir menava a la masia castellterçolenca de la Vall.
El camí arrenca de la cruïlla dels carrers del Sot de les Moles i d'Esteve Torrentó, cap al sud-oest, passa pel costat meridional de la Font del Poble i continua cap al sud-oest, passa pel nord de la Solella de la Vall i tot seguit arriba a la masia de la Vall. Aquest camí en el primer tram és el Camí de la Font.